# Castillo de Weissenau
El castillo de Weissenau es una fortaleza en ruinas del municipio de Unterseen del cantón de Berna en Suiza. Está incluido dentro del Inventario suizo de bienes culturales de interés nacional y regional.

## Historia
La primera mención histórica de la fortaleza es en 1298 y se le denomina como castrum Wissenowe. No está claro si fue construido por los señores de Rotenfluh (Unspunnen) y más tarde lo entregaron como feudo al freiherr de Weissenau o si fue construido por la familia Weissenau como epicentro de sus terrenos. El castillo fue construido sobre una isla donde el río Aar desemboca en el lago de Thun. En las siguientes centurias, el canal se colmató y la isla se unió a la costa. El pueblo mercader de Widen creció desde el canal hasta el castillo y en 1362 ya estaba conectado a la fortaleza por un puente. En torno a 1335, el freiherr de Weissenau se unió a otros nobles locales para luchar contra el creciente poder de la ciudad de Berna. Tras la derrota de los nobles, Weissenau fue obligado a vender el castillo y Widen al monasterio de Interlaken para pagar sus deudas. En 1365, el monasterio trasladó los mercados semanales y la feria anual desde Widen a la villa de Aarmühle, la actual Interlaken, lo que hizo que Widen comenzara a decaer.
En 1528, la ciudad de Berna adoptó la nueva fe tras la Reforma protestante y comenzó a imponerla en el oberland de Berna. El monasterio y sus pueblos se unieron en una rebelión fallida contra la nueva fe. Después de que Berna impusiera su voluntad en el oberland, secularizaron el monasterio y anexaron todos los terrenos del templo. El castillo de Weissenau y la pequeña aldea de Widen pasaron a ser parte de la bailía bernesa de Interlaken. El castillo se utilizó como prisión hasta el siglo XVI, aunque comenzó a deteriorarse y finalmente se derrumbó. En 1655 y en 1700 la bailía hizo planes para renovar y reparar el castillo, aunque finalmente estos proyectos nunca se realizaron.